# Lethbridge
Lethbridge [ˈlɛθbrɪdʒ] är en stad i provinsen Alberta i Kanada, och den största staden i södra Alberta. Med 83 960 invånare är staden befolkningsmässigt Albertas fjärde största, efter Calgary, Edmonton och Red Deer, och med 127,19 km² ytmässigt den tredje största efter Calgary och Edmonton. De närbelägna Klippiga bergen bidrar till stadens blåsiga klimat. Lethbridge ligger sydöst om Calgary vid Oldman River. 
Lethbridge är södra Albertas handels-, finans, transport- och industricentrum. Stadens ekonomi grundlades på kolbrytning under det sena 1800-talet och jordbruk under 1900-talets början. Hälften av arbetskraften arbetar inom hälso- och sjukvård, utbildning, handel eller hotell- och restaurangbranschen, och de fem största arbetsgivarna tillhör den offentliga sektorn. Lethbridges universitet är det enda i Alberta söder om Calgary, och två av tre colleges i södra Alberta har campus i staden. I Lethbridge finns flera teatrar, museer och idrottsanläggningar.
Lethbridge Airport ligger nära staden.